# ボセン・ムルム
ボセン・ムルム（サンタル語: ᱵᱚᱥᱮᱱ ᱢᱩᱨᱢᱩ、Basen Murmu、1987年4月9日 - 2020年6月8日）は、サンタル語の映画・音楽で活動したインドの歌手。

## 経歴
生涯で500以上の歌を歌い、その中には「Kulmi Dare Leka Kudim Harayen」、「Chhemek Chhemek」、「Jiwi Rani Tiseem Hijug」、「Alak jadi nadi leka」等が含まれている。
父ナラン・ムルムと母マイノ・ムルムの子としてオリッサ州マユールバンジ県バルハイアン村のビヤタラ地区で生まれた。妻のモモタ・ムルムとの間に娘のバギョ・ラクシュミー・ムルムがある。
2020年6月8日、33歳で死去した。病気の兆候はなかったが、6月8日に突然卒倒し、治療のためライランプール地区病院に運ばれたが、医師により死亡が宣告された。